# PiXCELLiA
PiXCELLiA（ピクセリア）は、日本で活動しているアイドルグループ。コンセプトは『GAME×IDOL』。
なまえをにゅうりょくしてください▼ の名称でプレデビュー、2023年4月22日に現在の名前に変更し正式デビューした。「ゲームの世界を旅する、4人とみんなの物語」と謳い活動を続け、2024年10月26日のラストワンマンライブ「SAVE」を経て、翌27日に活動を終了した。

## メンバー
| 名前       | よみがな       | 役職     | 担当色 | 誕生日  | 血液型 | 出身地   | 身長  | 備考                     |
| ---------- | -------------- | -------- | ------ | ------- | ------ | -------- | ----- | ------------------------ |
| 只野あかり | ただのあかり   | 剣士     | 赤色   | 4月14日 | O型    | 福岡県   | 155cm | リーダー兼プロデューサー |
| 花月鈴     | かづきりん     | 魔法使い | 桃色   | 3月30日 | A型    | 東京都   | 156cm |                          |
| 遠山玖苑   | とおやまくおん | 賢者     | 水色   | 1月22日 | A型    | 静岡県   | 157cm |                          |
| 藤宮いゔ   | ふじみやいゔ   | 狙撃手   | 紫色   | 8月25日 | B型    | 神奈川県 | 165cm |                          |

## 略歴

### 2023年
- 2月14日　なまえをにゅうりょくしてください▼名義で、「アイドルプラネタリウム61」（秋葉原COSMICLAB）にてプレデビュー。
- 4月22日　お披露目ライブ「-こころしるべ-」（新高円寺LOFTX）にて正式デビュー。同ライブにて、名義をPiXCELLiAに変更。RPG世界の冒険を始める。
- 5月5日　「ROAD TO @ JAM EXPO 2023 LIVE Vol.5」（横浜Bronth）出演。（※なまえをにゅうりょくしてください▼名義）
- 5月7日　只野あかり生誕祭「Re:30から始める異世界-アイドル-生活」（渋谷MilkyWay）開催。
- 6月12日　公式オンラインショップがオープン。
- 9月2日　藤宮いゔ生誕祭「とある狙撃手の生誕祭記-はじめてのせいたん-」（新高円寺LOFTX）開催。
- 9月30日　各種音楽配信サイトにて楽曲「こころしるべ」配信開始。[1]

### 2024年
- 1月27日　PiXCELLiA4ヶ月連続主催その1／遠山玖苑生誕祭「うぉんだ～らんどにあいにきて！」（新高円寺LOFTX）開催。
- 2月24日　PiXCELLiA4ヶ月連続主催その2「狙撃手の試練」（新高円寺LOFTX）開催。
- 3月30日　PiXCELLiA4ヶ月連続主催その3／花月鈴生誕祭「解けないで、魔法」（新高円寺LOFTX）開催。
- 4月28日　PiXCELLiA4ヶ月連続主催その4／只野あかり生誕祭「Δ-デルタサーバー- 夢さやぐ 赤誠の 眠り姫」、PiXCELLiA1stワンマンクエスト「冒険のキセキ」（ともに秋葉原Galaxy）開催。FPS世界の開放に伴い、新衣装《SURViVOR》が実装された。
- 5月4日　「ROAD TO @ JAM EXPO 2024 LIVE Vol.3」（横浜Bronth）出演。
- 6月7日　「▶︎GALLERY MODE」（高円寺シアターカフェプロセニアム）開催。
- 8月18日　各種音楽配信サイトにて楽曲「First Battle!!」配信開始。[2]
- 8月25日　藤宮いゔ生誕祭「とある狙撃手の生誕祭記Ⅱ」（五反田G3）開催。
- 10月26日　主催ワンマン「SAVE」（横浜Bronth）開催。
- 10月27日　1年8ヶ月の活動を完結した。
- （10月31日　各種音楽配信サイトにて楽曲「それはキセキのような (Piano ver)」配信開始。[3]）
- （11月2日　各種音楽配信サイトにて楽曲「それはキセキのような (8bit ver)」配信開始。[4]）

## ディスコグラフィー

### シングル
|   | タイトル       | 発表日        | 発売日        | 作詞       | 作曲     | 編曲 | 備考                   |
| - | -------------- | ------------- | ------------- | ---------- | -------- | ---- | ---------------------- |
| 1 | こころしるべ   | 2023年4月22日 | 2023年9月30日 | 遠山玖苑   | 鈴木克崇 | －   | 音楽配信サイトでの提供 |
| 2 | First Battle!! | 2023年4月22日 | 2024年8月18日 | 只野あかり | 鈴木克崇 | －   | 音楽配信サイトでの提供 |

### 未音源化楽曲
|   | タイトル                     | 発表日        | 作詞         | 作曲     | 編曲     | 備考                                      |
| - | ---------------------------- | ------------- | ------------ | -------- | -------- | ----------------------------------------- |
| 1 | Dreamers                     | 2023年4月22日 | KOYORI       | 鈴木克崇 | －       |                                           |
| 2 | チャチャchampion             | 2023年8月5日  | 五十嵐かいと | 鈴木克崇 | －       |                                           |
| 3 | MORE TONE!                   | 2024年1月27日 | 遠山玖苑     | 遠山玖苑 | 鈴木克崇 | 遠山玖苑ソロ楽曲                          |
| 4 | SCOPEL!!                     | 2024年2月24日 | 藤宮いゔ     | 鈴木克崇 | －       | 藤宮いゔソロ楽曲                          |
| 5 | キミと目が合った瞬間、僕は。 | 2024年3月30日 | 花月鈴       | 鈴木克崇 | －       | 花月鈴ソロ楽曲                            |
| 6 | 満天星紅葉-ﾄﾞｳﾀﾞﾝﾂﾂｼﾞ-       | 2024年4月28日 | 只野あかり   | 鈴木克崇 | －       | 只野あかりソロ楽曲                        |
| 7 | それはキセキのような         | 2024年4月28日 | 只野あかり   | 鈴木克崇 | －       | Piano ver、8bit verを音楽配信サイトで提供 |
| 8 | SURViVOR                     | 2024年4月28日 | 藤宮いゔ     | 鈴木克崇 | －       |                                           |
| 9 | 青春アップロード             | 2024年4月28日 | 遠山玖苑     | 鈴木克崇 | －       |                                           |

## 出演

### 主催ライブ

#### 2023年
- 4月22日　主催対バン「-こころしるべ-」新高円寺LOFTX
- 5月7日　主催対バン「Re:30から始める異世界-アイドル-生活」渋谷MilkyWay
- 9月2日　主催対バン「とある狙撃手の生誕祭記-はじめてのせいたん-」新高円寺LOFTX

#### 2024年
- 1月27日　主催対バン「うぉんだ～らんどにあいにきて！」新高円寺LOFTX
- 2月24日　主催対バン「狙撃手の試練」新高円寺LOFTX
- 3月30日　主催対バン「解けないで、魔法」新高円寺LOFTX
- 4月28日　主催対バン「Δ-デルタサーバー- 夢さやぐ 赤誠の 眠り姫」秋葉原Galaxy
- 4月28日　主催ワンマン「冒険のキセキ」秋葉原Galaxy
- 6月7日　主催イベント「▶︎GALLERY MODE」高円寺シアターカフェプロセニアム
- 8月25日　主催対バン「とある狙撃手の生誕祭記Ⅱ」五反田G3
- 10月26日　主催ワンマン「SAVE」横浜Bronth

### メディア

#### テレビ
- チアアップ★インディーズK(2023年9月19日、千葉テレビ)にてライブシーンがオンエアされた。インターネット上にも同番組が掲載。[5]

#### 印刷物
- 日刊スポーツ朝刊 2023年9月7日 3面 ニッカンブルーゾーン (2023年8月17日発売、日刊スポーツ新聞社)にて、デジタルシングル販売を発表する記事が掲載。インターネット上にも同記事が掲載。[6]
- ENTAMEスムージー グラビアアイドルビジュアル名鑑2024（2024年2月14日発売、徳間書店）にて、グラビア記事が掲載。

#### ゲーム
- うさまるキッチン（Rabbit Tail Studio）テーマソングに遠山玖苑（メインボーカル）、只野あかり（コーラス）が参加。[7]